# برایتنفورت بای وین
برایتنفورت بای وین (به آلمانی: Breitenfurt bei Wien) یک منطقهٔ مسکونی در اتریش است که در ناحیه مودلینگ واقع شده‌است. برایتنفورت بای وین ۵٬۳۲۳ نفر جمعیت دارد.